# فرانك هورتون
فرانك هورتون هو محامي وسياسي أمريكي، ولد في 12 ديسمبر 1919 في كورو في الولايات المتحدة، وتوفي في 30 أغسطس 2004 في وينشستر في الولايات المتحدة. نشط حزبياً في الحزب الجمهوري. في انتخابات مجلس النواب الأمريكي 1990 ‏، انتخب عضو مجلس النواب الأمريكي ‏ عن دائرة New York's 29th congressional district ‏ وقد انضم خلال فترته النيابية ‏ (3 يناير 1991 – 3 يناير 1993) للكتلة البرلمانية الحزب الجمهوري وانتخب عضو مجلس النواب الأمريكي ‏.